# ایالت‌های نیجریه
| نقشهٔ قابل‌کلیک کشور نیجریه که ۳۶ ایالت و یک منطقهٔ حکومت فدرال مرکزی را نشان می‌دهد. \| ایالت‌ها \| ایالت‌ها \| ایالت‌ها \| \| --------------------------------------------------------------------------------------------------------------------------- \| ---------------------------------------------------------------------------------------------------------- \| ------------------------------------------------------------------------------------------------------------------ \| \| 1. ابیا 2. اداماوا 3. انامبرا 4. اکوا ایبوم 5. باوچی 6. بایلسا 7. بنوئه 8. بورنو 9. کراس ریور 10. دلتا 11. ابونیی 12. انوگو \| 1. ادو 2. اکیتی 3. گومبه 4. ایمو 5. جیگوا 6. کادونا 7. کانو 8. کاتسینا 9. کبی 10. کوگی 11. کوارا 12. لاگوس \| 1. ناساراوا 2. نیجر 3. اوگون 4. اوندو 5. اوسون 6. اویو 7. پلاتو 8. ریورز 9. سوکوتو 10. تارابا 11. یوبه 12. زامافار \| \| حوزهٔ فدرال \| \| \| \| حوزه فدرال مرکزی (FCT) \| \| \| | | |
| ایالت‌ها | | |
| 1. ابیا 2. اداماوا 3. انامبرا 4. اکوا ایبوم 5. باوچی 6. بایلسا 7. بنوئه 8. بورنو 9. کراس ریور 10. دلتا 11. ابونیی 12. انوگو | 1. ادو 2. اکیتی 3. گومبه 4. ایمو 5. جیگوا 6. کادونا 7. کانو 8. کاتسینا 9. کبی 10. کوگی 11. کوارا 12. لاگوس | 1. ناساراوا 2. نیجر 3. اوگون 4. اوندو 5. اوسون 6. اویو 7. پلاتو 8. ریورز 9. سوکوتو 10. تارابا 11. یوبه 12. زامافار |
| حوزهٔ فدرال | | |
| حوزه فدرال مرکزی (FCT) | | |

جمهوری فدرال نیجریه کشوری در غرب آفریقا است که از مجموعهٔ ۳۶ ایالت و یک منطقهٔ حکومت فدرال مرکزی تشکیل شده‌است.
| ایالت                     | مرکز             |
| ------------------------- | ---------------- |
| ایالت ابیا                | اومواهیا         |
| ایالت اداماوا             | یولا، نیجریه     |
| ایالت اکوا ایبوم          | اویو             |
| ایالت انامبرا             | اوکا             |
| ایالت باوچی               | باوچی            |
| ایالت بایلسا              | یناگوا           |
| ایالت بنوئه               | ماکوردی          |
| ایالت بورنو               | مایدوگوری        |
| ایالت کراس ریور           | کالابار          |
| ایالت دلتا                | آسابا            |
| ایالت ابونیی              | آباکالیکی        |
| ایالت ادو                 | بنین (شهر)       |
| ایالت اکیتی               | ادو اکیتی        |
| ایالت انوگو               | انوگو            |
| حوزه فدرال مرکزی (نیجریه) | آبوجا            |
| ایالت گومبه               | گومبه            |
| ایالت ایمو                | اووری            |
| ایالت جیگاوا              | دوتسه            |
| کادونا (ایالت)            | کادونا           |
| کانو (ایالت)              | کانو، نیجریه     |
| ایالت کاتسینا             | کاتسینا          |
| ایالت کبی                 | بیرنین کبی       |
| ایالت کوگی                | لوکوجا           |
| ایالت کوارا               | ایلورین          |
| لاگوس (ایالت)             | ایکجا            |
| ایالت ناساراوا            | لافیا            |
| ایالت نیجر                | منا (ایالت نیجر) |
| ایالت اوگون               | ابوکاتا          |
| ایالت اوندو               | اکوره (نیجریه)   |
| ایالت اوسون               | اوسوگبو          |
| ایالت اویو                | ایبادان          |
| ایالت پلاتو               | جوس              |
| ایالت ریورز               | پورت هارکورت     |
| ایالت سوکوتو              | سوکوتو           |
| ایالت تارابا              | جالینگو          |
| ایالت یوبه                | داماتورو         |
| ایالت زامفارا             | گوساو            |